# Jørn Utzon
Jørn Oberg Utzon (født 9. april 1918 i København, død 29. november 2008 i Helsingør) var en dansk arkitekt, som i 2003 modtog Pritzker-prisen. Han er verdenskendt for at have tegnet Sydney Opera House, der er en af de mest kendte bygninger i verden. Da operahuset i 2007 blev optaget på UNESCOs verdensarvsliste, blev Utzon den anden person i verden, der har opnået denne ære i levende live. Hans overordnede mål var at bygningerne skulle kunne bruges, hvad enten det var til parlamentsbygninger, kirker, musik, kultur, eller boliger som almindelige mennesker kunne bo i.

## Opvækst
Jørn Utzon blev født i København, men allerede da Jørn var et år gammel, flyttede familien til Aalborg, hvor hans far, Aage Utzon (1885-1970), fik arbejde som skibsingeniør på Aalborg værft. Familien boede først i en lille lejlighed i Vendelbogade. Senere flyttede de til en murermestervilla på Nørre Trandersvej i Vejgård. 
Aage Utzon skabte respekt inden for sit fag ved at udvikle den nøjsomt præciserede spidsgatter. Han var kendt for at beskrive sine både ned til den mindste detalje i sine konstruktionstegninger – Jørn Utzon efterlignede denne teknik i sin egen karriere. Som barn brugte Jørn Utzon meget tid i skibsværkstederne, hvor han betragtede tilblivelsen af skibene. I udformningen af skibene blev konstruktions- og funktionsoptimering den afgørende faktor for skibenes udseende, og den deri implementerede æstetik dannede i Utzons senere værker et vigtigt inspirationsgrundlag.
Jørn gik på den private Klostermarksskolen og senere på Aalborg Katedralskole, hvor han, på grund af ordblindhed, fik årgangens dårligste studentereksamen.
Utzon tog i 1930 med sin familie til Stockholmudstillingen. Denne udstilling introducerede Utzon for funktionalismen og gjorde et stort indtryk på ham. Erik Gunnar Asplund var hovedkraften bag denne udstilling. Asplund havde i 1920’erne medvirket til at sætte svensk arkitektur på verdenskortet. Utzons familie blev inspireret af de transparente og lyse karakteristika, som udstillingen var præget af, og istandsatte deres eget hus efter disse nye tendenser.
Utzon er fætter til den danske billedhugger og professor Einar Utzon-Frank.

## Uddannelse
I 1937 flyttede familien Utzon til Helsingør. Jørn Utzon begyndte samme år sine studier på Københavns Kunstakademi med Kay Fisker og Steen Eiler Rasmussen som sine læremestre. Han udviklede sig meget igennem de fem år, fra den nøjsomt præciserede udformning af en pavillon i Ålsgårde, til udvidelsen af Leidersdorf huset, der med sin fine balance mellem klassicisme, modernisme og kontekst afslører inspirationen fra Asplund. Utzon var færdiguddannet i 1942. 
Senere i 1942 under tyskernes besættelse af Danmark, flygtede Utzon til Stockholm, som på det tidspunkt var en rugekasse for skandinavisk og international arkitektur. Han fik selskab af arkitekter som eks. Arne Jacobsen, Poul Henningsen, Halldor Gunnløgsson, Tobias Faber m.fl. Asplunds nordiske funktionalisme inspirerede dem alle meget, ligesom Alvar Aaltos tegnestue i byen gjorde det. Utzon arbejdede i denne periode sammen med Hakon Ahlberg, som netop havde udgivet en bog om Asplund, og kort efter med Paul Hedqvist, igennem hvem han kom i kontakt med den norske arkitekt Arne Korsmo.

## Additive principper
Efter tyskernes overgivelse i 1945 ville Utzon hjælpe genopbygningen af Europa gennem en række midlertidige huse i Holland. Disse blev hans første skridt mod de additive principper, som han senere udtænkte. Hans additive princip var, at bygge-systemet fra starten var planlagt, så man altid kunne bygge ekstra moduler på. Hvis man ønskede at udvide sit hus.Samme år vendte han tilbage til Danmark hvor han, sammen med Tobias Faber, deltog i en række arkitektkonkurrencer, hvor forslagene byggede på integreringen af det aktuelle landskab i formgivningen, som det eks. ses i forslaget til Crystal Palace. I dette forslag er en række plateauer formet efter det omgivende terræns bølgen kombineret med en stolpekonstruktion, der viderefører stemningen fra det nært liggende skovlandskab. Denne integrering af naturen i arkitekturen blev et vigtigt virkemiddel, og en vigtig arbejdstilgang, gennem Utzons karriere. Utzon og Faber fortsatte samarbejdet i adskillige efterfølgende projekter.
Fra 1947 til 1949 var Utzon henholdsvis i Marokko, USA og Mexico. I Marokko udviklede han nogle fabriksdesign, og blev her introduceret til islamisk arkitektur, og opdagede den fundamentale visdom hos almindelige mennesker, hverdagsdetaljeringerne og kvaliteten i sammenhængen mellem byggematerialer og landskabets naturlige materialer. Denne inspiration førte på dansk jord til, at Utzon ofte valgte at bygge huse i lokale danske byggematerialer, som for eksempel gul tegl. 
I 1949 modtog Utzon et legat til at tage til USA og Mexico. I USA besøgte han Ray og Charles Eames, Frank Lloyd Wright og Ludwig Mies van der Rohe. Efter møderne med disse prominente personer beså Utzon i Mexico mayaernes platformkomplekser Uxmal og Chichen Itza på Yucatánhalvøen. Det kaldte han: ”En af de største arkitektoniske oplevelser i mit liv”. Han fascineredes af den måde, mayaerne byggede mod himlen for at komme tættere på Gud, og af den måde templerne majestætisk rejser sig op af junglen. Denne oplevelse var inspiration til hans artikel: ”Platforme og plateauer: En dansk arkitekts ideer”.
Et forslag i samarbejde med Arne Korsmo til henholdsvis Oslo Banegård (1947) og vestre Vika (1948) ledte til et samarbejde med PAGON (Progressive Arkitekters Gruppe Oslo Norge). Med denne gruppe videreudvikledes ideen om billige midlertidige efterkrigshuse gennem et forslag i Armebrâten (1951). Disse ideer fortsatte over i lignende projekter i Skåne, Fredensborg og Kingohusene i Helsingør. I disse huse omkranser beboelsen delvist et kvadratisk gårdareal, hvorpå udvidelser kan bygges når økonomien tillader det. 
De byggetekniske principper i disse huse bygger på at lade én bærende væg bære resten af husets bestanddele. Utzon finder inspiration herfor i Eames hus, som han havde besøgt året før, og bygger videre på denne ide i sit eget hus i Hellebæk.
I slutningen af fyrrene og op igennem halvtredserne kørte Utzon sideløbende hermed nogle mere ikoniske projekter, som kulminerede med operahuset i Sydney (som begyndte i 1956), hvor en landmark-effekt forsøges integreret. Af eksempler kan nævnes vandtårnet i Svaneke fra 1949, der afmærker Bornholms kystlinje, samt den aldrig opførte Langelinie Pavillion.

### Dysleksi
Jørn Utzon led af dysleksi (ordblindhed). Han har selv udtalt:
| Citat      | Jeg blev ikke ingeniør, fordi jeg både lider af dysleksi og mangel på matematisk indsigt. Man skal have en god matematisk hjerne for at blive ingeniør. Husk, at geometri er noget ganske andet. Som en kompensation for disse handicap har jeg åbenbart et talent for rumsans. Jeg tænker mig til en bygning og så er den færdig i mit hoved. Dette har jeg kunnet bruge som arkitekt. Et rygte siger, at jeg ikke kan tegne, og aldrig har kunnet. Dette kan skyldes, at jeg arbejder så meget med modeller. Modeller er nemlig et af de mest vidunderlige design-redskaber. Men jeg laver stadig de flotteste tegninger De kan forestille Dem. En af mine norske arkitekt-venner, Arne Korsmo, siger altid, at man skal bygge et rum, i stedet for at tegne det. | Citat |
| Jørn Utzon | |       |

## Sydney Operaen
Se også hovedartiklen Sydney Opera House.
Utzons karriere tog en skarp drejning da han i 1957 vandt konkurrencen om Sydney Operahuset. Forslaget, der i første omgang var blevet kasseret af den oprindelige jury, blev reddet af det senere tilkommende jurymedlem og anerkendte arkitekt, Eero Saarinen, der åbnede de andres øjne for det dengang spektakulære projekt. Saarinen fandt for øvrigt inspiration i Utzons operahus til sit efterfølgende lufthavnsprojekt i New York. Operahusets hvide skallers bløde og organiske former var i forslaget kombineret med orientalsk og mellemamerikansk platformsinspiration, der tilsammen giver det ikoniske "landmark" juryen ønskede.
Utzon var ikke på noget tidspunkt under udarbejdelsen af projektet tilstede i Sydney. Ud fra søkort kunne han se, at husets placering i havnen mindede om Kronborgs placering i havnen i Helsingør, som derfor var en vigtig inspirationskilde. Når man fra vandet bevæger sig rundt om huset, ændres facaden hele tiden, og han ønskede derfor at skabe en facade, der ikke var ens fra alle sider – en såkaldt femte facade.
Konstruktionen af operahuset begyndte i 1959. Ingeniørerne på projektet havde store vanskeligheder med at finde en metode til at bygge de store skaller, da man på det tidspunkt ikke umiddelbart havde teknologien til at støbe så store konstruktioner. Utzon fik den ide, at man kunne udvikle et system hvor alle skalkomponenterne bliver udskåret fra en cirkel, hvorigennem man opnår muligheden for at fremstille ens præfabrikerede komponenter til sammensættelse af de mange skaller.  
Længere tids uoverensstemmelser med Sydneys bystyre endte i 1966 med, at Utzon forlod projektet, hvilket havde som konsekvens, i mangel på økonomi og vilje, at mange af Utzons oprindelige ideer, hovedsageligt for interiøret, gik tabt.

## Efter Sydney
Efter Sydney-projektet, og op igennem tresserne, udviklede Utzon sine principper om additiv arkitektur, karakteriseret ved syntesen mellem geometri, modulation og standardiserede produkter. Den additive arkitekturs eksistensgrundlag blev bekræftet gennem Sydney-projektet, som viste at standardiseringen af bygningselementer var i stand til at optimere konstruktionen af den givne konstruktion. I slutningen af årtiet havde Utzon fremstillet et principgrundlag, hvorudfra han lavede forslagene til Farum bymidte, stadionet i Jeddah og hans andet forsøg på at lave et museum i Silkeborg. Ud fra samme principper udviklede han sit Espansiva bygningssystem, hvor flere ens komponenter kan sammensættes til et fleksibelt enfamilieshus.
Han tegnede også parlamentet i Kuwait, som er inspireret af beduinernes kultur og hvis facade minder om et telt, men også i sit interiør har elementer fra basaren. Ud over sit senere samarbejde med sine sønner, sluttede Utzon sin solokarriere  med at bygge to huse til sig selv og sin hustru på Mallorca i Spanien.

## Bagsværd Kirke
I slutningen af sin aktive karriere tegnede Utzon Bagsværd Kirke, hvor dagslyset reflekteres fra høje sidevinduer ned ad de hvidkalkede, krumme loftsflader og giver et skyggeløst lys, som aftager svagt nedefter. Kirken  er opført i 1976. Med sin store sans for rumskabende virkemidler repræsenterer Utzon en organisk og enkel arkitektur. Netop i kraft af dette formsprog er Bagsværd Kirke et hovedværk i nyere dansk kirkearkitektur.
Kirkens beliggenhed mellem en trafikeret hovedgade og et åbent område med grøn beplantning på en lang smal grund har formet et langt, smalt bygningsanlæg, som åbner sig ind mod små, indre gårde, med lukkede facader mod omverdenen. Kirkens vestgavl med hvid kakkel- og bølgeprofilbeklædning giver kirken et præg af anonymitet.
Kirken har en tillukket facade, hvor utraditionelle materialer som præfabrikerede betonelementer, aluminium og glasafdækkede partier leder tankerne hen på industriens huse. Men kirken er også en moderne abstraktion over en arketypisk dansk hvidkalket, romansk landsbykirke. Inde i kirken overrasker et usædvanligt kirkerum. Et organisk bølgende betonhvælv åbner opefter og kulminerer lige der, hvor ovenlyset strømmer ind. Lyset i kirkerummet, der har 250 siddepladser, kommer overvejende fra det nordvendte meget store højtsiddende sidelys der reflekterer ned ad de hvidkalkede, krumme loftsflader og giver et skyggeløst lys, som aftager svagt nedefter. Specielt er endvidere at dagslyset falder mest koncentreret over alterpartiet og gulvarealet omkring alteret, hvor de kirkelige handlinger foregår. Kirkerummet fortsætter delvist ud i sidebygningerne, hvorfra der kommer et kraftigt dagslys ovenfra. Udover selve kirkerummet er der konfirmandstuer, mødesal, kontorer samt lokaler til kirkelig ungdomsarbejde. Alle siderummene er forbundet med brede gange, som løber både på tværs af huset og langs bygningens ydervægge. 
Jørn Utzon sagde om kirkerummet: Jeg er inspireret af skyerne og har lavet et rum, der forsvinder opad.
Kirkens inventar er tegnet af Jørn Utzon. Det gælder både for døbefonten, prædikestolen og alteret, der er udført af præfabrikerede, blankslebne, hvide betonelementer. Altervæggen består af et luftigt net af tynde, hvide teglfliser. Kirkens orgel med 23 stemmer er tegnet af Jørn Utzon.
- Bagsværd Kirke
- Kirkerummet
- Dagslyset er optimalt i kirkerummet
- Dagslyset er optimalt i kirkerummet
- Kirkerummet
- Gang i sidebygning

## Bygninger tegnet af Utzon
- Eget hus i Hellebæk (1952, fredet)
- Vandtårnet i Svaneke (1952, fredet)
- Villa, Dronninggårdsvej 42, Holte (1952)
- Elineberg, boligbyggelse, Helsingborg, Sverige (1954, 1. præmie sammen med E. og H. Andersson, opført 1966)
- Villa med atelier for Ejler Bille og Agnete Therkildsen, Glentevej 8, Vejby Strand (1955, sammen med Ib Møgelvang, senere udvidet af Peter Karpf)
- Kingohusene i Helsingør (1957-61)
- Operahuset i Sydney i Australien (1956-66, færdiggjort af andre arkitekter)
- Melli Bank, Teheran, Iran (1959, sammen med Hans Munk Hansen)
- Hammershøj i Helsingør (projekt 1962, færdiggjort 1966 af Birger Schmidt, fredet)
- Fredensborghusene, Bakkedraget 1-79, Fredensborg (1962-63, fredet)
- Dansk Samvirkes bebyggelse Terrasserne, Fredensborg (1962-63)
- Prøvehus for Espansiva-princippet, Hellebæk (1969-71)
- Eget hus, Can Lis, Mallorca (1971)
- Parlamentsbygningen i Kuwait (1973-82)
- Bagsværd Kirke, Bagsværd (1974-76)
- Paustians Hus, Nordhavnen, Københavns Havn (1985-86, fredet)
- Eget hus, Can Feliz, Mallorca (1992-94)
- Utzon Center, Aalborg (indviet 2008) - udstillings- og videnscenter, sammen med sønnen Kim Utzon

### Urealiserede projekter
- Musikkonservatorium (1945)
- Bellahøjbebyggelse (1945, indkøbt, sammen med Tobias Faber)
- Ny Aalborghal (1945, sammen med Faber)
- Næstved Idrætspark (1946, 3. præmie, sammen med Faber)
- Århus Idrætspark (1947, sammen med Faber)
- Krystalpalads, London (1947, sammen med Faber og Mogens Irming)
- Borås Boligbebyggelse (1947, sammen med Faber)
- Boligbebyggelse og papirfabrik i Marokko (1947)
- Hovedbanegård, Oslo (1947, sammen med Arne Korsmo)
- Landelsskole, Göteborg (1948, sammen med Korsmo)
- Bebyggelsesplan for kvarteret Sköyen, i bydelen Ullern i Oslo (1952, sammen med Korsmo)
- Langeliniepavillonen, København (1953, indkøbt)
- Skånske Hustyper (1954, 1. præmie, sammen med Ib Møgelvang)
- Arbejdernes Oplysningsforbunds Højskole, Helsingør (1959, 1. og 3. præmie)
- Byplan for områder i Frederiksberg Kommune, bl.a Søfronten (1959, 1. præmie)
- Udstillingsterræn, Vestamager (1960)
- Nationalmuseet, København (1960)
- Elvira boligbebyggelse, Spanien (1960)
- Birkehøj, boligbebyggelse (1960)
- Operahus, Madrid (1962)
- Silkeborg Kunstmuseum (1963)
- Teater, Zürich (1964, 1. præmie)
- Eksportskolen, Herning (1964)
- Eget hus i Bayview, Sydney (1964)
- Teater, Wolfsberg (1965, 4. præmie)
- Farum Bycenter (1966)
- Universitetscenter, Odense (1966, sammen med Per Abben)
- Sportsstadion, Jeddah, Saudi-Arabien (1967)
- Utzep-møbler (1968)
- Espansiva Typehussystem (1969)
- Skoleby i Herning (1970)
- Rekreationsscenter, Vendsyssel (1979)
- Svømmehal ved Peblingesøen, København (1979, sammen med Jan Utzon)

### Værker af Utzon Associates
- Tankskibsrederi, Herning (1984)
- Hotel- og Kongrescenter på Langeliniekaj, København (1986)
- UNO-X Benzintank, Herning (1986)
- Indkøbscenter, Århus (1988)
- Museet for Moderne Kunst, Tustruplund, Fredensborg (1988)
- Telefonboks (1988)
- Naturama Museum, Bornholm (1988)
- Bolig- og forretningscenter, Kalkbrænderihavnen, København (1988)
- Museum i Vestjylland (1988)
- Hotelbygning, Kalundborg (1990)
- Udbygning af Paustians Hus (1986-1987)
- Skagen Odde Naturcenter (1989, opført under ledelse af sønnen Jan Utzon i 1999-2000)
- Musikhuset i Esbjerg er tegnet af Jørn Utzon og hans søn Jan Utzon.
- Utzon Center i Aalborg er tegnet af Jørn Utzon og hans søn Kim Utzon (2008)
- Tvinds internationale hovedkvarter, TG Pacífico, San Juan, Mexico, Jan Utzon

## Design
- 1949 Spring – drikkeglas (produceres stadig)
- 1965 Aurora Stolen – en loungestol, der blev designet i forbindelse med opførslen af operahuset i Sidney
- 2005 Opera Pendel – tydeligt inspireret af operahuset (produceres stadig)
- 2005 Concert Pendel – designet for Lightyears (produceres stadig)

## Diverse udmærkelser
- Eckersberg Medaillen 1957
- C.F. Hansen Medaillen 1967
- Prins Eugen Medaljen 1973
- Royal Gold Medal 1978
- 1980 The Daylight and Building Component Award
- Alvar Aalto-medaljen 1982
- Companion of the Order of Australia 1985
- Sir John Sulman Medaljen 1992
- Wolf Prize in Arts 1992
- Sonningprisen 1998
- Pritzker-prisen 2003
- Æresprofessor ved Aalborg Universitet 2003